# Песни и стихотворения от Ботйова и Стамболова
„Песни и стихотворения от Ботйова и Стамболова“ е стихосбирка от Христо Ботев и Стефан Стамболов, издадена през септември 1875 в Букурещ. Приживе Ботев не публикува друг свой поетически сборник. Стихосбирката е подготвена главно от Ботев и съдържа само пет стихотворения от Стамболов. Произведенията, включени в томчето, не са подписвани с имената на техния автор, което и до днес поражда спорове в литературата относно авторството на някои от публикуваните творби.
Книжката е преиздадена фототипно.
Книжката има второ издание от 1880 г. (Пловдив) печатницата на Д.В.Манчевъ.

### Стихотворения
| Оригинално заглавие     | Година на публикуване |
| ----------------------- | --------------------- |
| „Майце си“              | 1867                  |
| „Към брата си“          | 1868                  |
| „На прощаване“          | 1868                  |
| „Елегия“                | 1870                  |
| „Делба“                 | 1870                  |
| „До моето първо либе“   | 1871                  |
| „Пристанала“            | 1871                  |
| „Борба“                 | 1871                  |
| „Странник“              | 1872                  |
| „Гергьовден“            | 1873                  |
| „Патриот“               | 1873                  |
| „Хаджи Димитър“         | 1873                  |
| „В механата“            | 1873                  |
| „Моята молитва“         | 1873                  |
| „Зададе се облак темен“ | 1873                  |
| „Ней“                   | 1875                  |
|                         |                       |
| „Марш“                  | ----                  |